# Phasia rotundata
Phasia rotundata är en tvåvingeart som beskrevs av Sun 2003. Phasia rotundata ingår i släktet Phasia och familjen parasitflugor. Inga underarter finns listade i Catalogue of Life.